# Леди Нокс
Леди Нокс (англ. Lady Knox Geyser) — гейзер, располагающийся в области Уаи-О-Тапу, вулканической зоне Таупо Северного острова Новой Зеландии. Он назван в честь Леди Констанции Нокс, второй дочери Актора Нокса, 5-го графа Ранфёрли, 15-го генерал-губернатора Новой Зеландии. Извержение гейзера вызывается искусственно (путём заливания мыльного раствора в жерло гейзера) каждые сутки в 10:15 утра. Во время извержения, которое длится около часа, гейзер выбрасывает струю воды высотой до 20 метров в зависимости от погоды. Видимая часть состоит из каменных образований, располагающихся у основания источника. Кремний, накапливавшийся в течение многих лет во время извержений, формирует светлую конусообразную верхушку гейзера.
Поскольку гейзер был открыт только в начале XX века, у него нет названия на языке маори, как у других гейзеров и источников региона.

## Извержение
Внутри гейзера Леди Нокс расположены две водные камеры: нижняя, с горячей водой, и верхняя — с холодной. Вода в верхней камере охлаждается, взаимодействуя с воздухом снаружи; а высокая температура в нижней камере поддерживается за счёт вулканической активности. Добавление мыла в жерло гейзера приводит к тому, что вода из двух камер смешивается (так как трение поверхности воды двух камер снижается), и происходит извержение.

## Открытие
В 1901 году в Новой Зеландии была построена первая открытая тюрьма Новой Зеландии в области Уаи-О-Тапу, в неё переводили узников, отличавшихся хорошим поведением, из других тюрем, находящихся в районе озера Роторуа.
Именно узники этой тюрьмы открыли этот гейзер, а также возможность вызывать извержение путём добавления мыла. Искусственное извержение было произведено случайно, когда люди впервые решили постирать свою одежду в горячей воде источника.